# Vanraure Hachinohe
El Vanraure Hachinohe (ヴァンラーレ八戸 Vanrāre Hachinohe?) es un club de fútbol de Japón ubicado en Hachinohe, una ciudad en la parte sureste de la Prefectura de Aomori. Fue fundado en 2006 y juega en la J3 League. El nombre Vanraure proviene de la combinación de dos palabras italianas: derivante, que significa “origen”, y australe, que significa “del Sur”. Así se refiere al origen del club en la zona sur de Hachinohe, en el antiguo pueblo de Nangō.

## Historia
El club fue fundado en 2006 como una fusión de dos equipos de fútbol: Hachinohe Industry SC (八戸工業サッカークラブ Hachinohe Kōgyō Sakkā Kurabu?) y Nango FC (南郷FC Nangō Efushī?) y se unió a la Liga de Tōhoku Division 2 Norte. Desde 2008 esta institución estuvo apuntando a convertirse en profesional y unirse a la J. League. En 2011, debido al terremoto y tsunami de Tōhoku, los dos bloques de la División 2 de Tōhoku se fusionaron temporalmente en un solo grupo, sin promoción, y Vanraure ganó el título de la fusionada División 2 por primera vez. En el 2012, de regreso a la Division 2 Norte, sólo pudo llegar al segundo lugar tras Ganju Iwate, pero ganó el playoff de promoción contra el Cobaltore Onagawa, quien luego subió de categoría porque Fukushima United obtuvo el ascenso a la JFL.
Con la introducción de la J3 League para 2014, el club solicitó la membresía asociada de la J. League en junio de 2013, y conseguía la aprobación en septiembre de 2013. Pero debido a que el estadio todavía no reunía los requisitos, su licencia J3 fue aplazada hasta la próxima evaluación en 2014 y sólo pudo conseguir el ascenso a J3 hasta 2015.
Debido a que algunos clubes dejaron la cuarta división para competir en la J3 League, JFL debió seleccionar otros clubes además de los provenientes de las series de promoción de la Liga Regional 2013 que habían presentado solicitudes. Vanraure fue escogido como uno de los cuatro equipos para obtener el ascenso y compitió en JFL por primera vez en 2014. En julio de 2015, Vanraure ganó el Campeonato de Apertura, pero perdió con el ganador del Clausura Sony Sendai FC en penales en la final del campeonato a dos partidos, tras un empate en el resultado global.
Después de un par de intentos, Vanraure finalmente consiguió ser promovido a la J3 League en 2018: obtuvo un tercer lugar detrás de Honda FC y FC Osaka, un resultado suficiente para desbloquear un sitio profesional para 2019.

## Uniforme
- Uniforme titular: Camiseta verde, pantalón verde, medias verdes.
- Uniforme alternativo: Camiseta blanca, pantalón blanco, medias blancas.

| Titular | Alternativo |

## Jugadores

### Jugadores destacados
La siguiente lista recoge algunos de los futbolistas más destacados de la entidad.
| - Hikaru Fujishima (2015) - Kosei Nukina (2018) |

## Récord
| Año  | Liga                          | PJ | Pts | G  | E | P  | Posición |
| ---- | ----------------------------- | -- | --- | -- | - | -- | -------- |
| 2006 | Liga de Tōhoku (Div. 2 Norte) | 14 | 19  | 6  | 1 | 7  | 5.º      |
| 2007 | Liga de Tōhoku (Div. 2 Norte) | 14 | 17  | 4  | 5 | 5  | 6.º      |
| 2008 | Liga de Tōhoku (Div. 2 Norte) | 14 | 23  | 7  | 2 | 5  | 4.º      |
| 2009 | Liga de Tōhoku (Div. 2 Norte) | 14 | 26  | 8  | 2 | 4  | 3.º      |
| 2010 | Liga de Tōhoku (Div. 2 Norte) | 14 | 36  | 12 | 0 | 2  | 2.º      |
| 2011 | Liga de Tōhoku (Div. 2)       | 10 | 30  | 10 | 0 | 0  | Campeón  |
| 2012 | Liga de Tōhoku (Div. 2 Norte) | 14 | 37  | 12 | 1 | 1  | 2.º      |
| 2013 | Liga de Tōhoku (Div. 1)       | 18 | 49  | 16 | 1 | 1  | 2.º (P)  |
| 2014 | JFL                           | 26 | 30  | 8  | 6 | 12 | 9.º      |
| 2015 | JFL                           | 30 | 59  | 17 | 8 | 5  | 2.º      |
| 2016 | JFL                           | 30 | 46  | 13 | 7 | 10 | 7.º      |
| 2017 | JFL                           | 30 | 51  | 15 | 6 | 9  | 5.º      |
| 2018 | JFL                           | 30 | 56  | 16 | 8 | 6  | 3.º (P)  |

- Nota: La temporada 2011 cambió temporalmente debido al terremoto y tsunami de Tōhoku, los clubes en el área afectada no pudieron jugar. Por lo tanto, la División 2 Norte y la División 2 Sur se fusionaron en un grupo y los clubes sólo jugaron una vez cada uno. No hubo ascenso a la División 1 en esta temporada.

## Rivalidades
Derbi de Tohoku
El derbi de Tohoku considera a todos los enfrentamientos de los clubes de la región de Tohoku con excepción del derbi de Michinoku, es decir que en el participan el Vanraure Hachinohe, Grulla Morioka, Vegalta Sendai, Blaublitz Akita, Montedio Yamagata y Fukushima United. También existe un derbi de Tohoku en la JFL enfrentando al ReinMeer Aomori y el Sony Sendai.

## Palmarés
| Torneos nacionales                | Torneos nacionales | Torneos nacionales |
| Competición                       | Títulos            | Subcampeonatos     |
| --------------------------------- | ------------------ | ------------------ |
| Japan Football League (JFL) (0/1) |                    | 2015.              |

| Torneos regionales                             | Torneos regionales | Torneos regionales |
| Competición                                    | Títulos            | Subcampeonatos     |
| ---------------------------------------------- | ------------------ | ------------------ |
| Liga Regional de Tohoku Division 1 (0/1)       |                    | 2013.              |
| Liga Regional de Tohoku Division 2 (1/0)       | 2011.              |                    |
| Liga Regional de Tohoku Division 2 Norte (0/2) |                    | 2010, 2012.        |